# Залізний орел 4
Залізний орел 4 (англ. Iron Eagle IV) — канадський бойовик 1995 року.

## Сюжет
У свій час льотчик-ас Даг Мастерс був змушений катапультуватися на території СРСР. Він побував у радянській в'язниці, а тепер працює на забутому Богом і людьми аеродромі і потихеньку пиячить. Генерал Сінклер пропонує йому викладати в льотній школі для підлітків. Але це не просто підлітки. У кожного з них — багатющий «послужний список» різних злочинів. Одна з учениць, торговка наркотиками по кличці «Колеса», вирішила обдурити наркомафію і продала цукор замість кокаїну. Зав'язалася бійка, але дівча встигла втекти на своєму навчальному літаку. Зверху вона помітила вантажівку зі зброєю, про що і розповіла Дагу і Синклеру.

## У ролях
| Актор                | Роль                        |
| -------------------- | --------------------------- |
| ЛуЇс Госсет молодший | Чарльз «Чаппі» Синклер      |
| Джейсон Кадьо        | Даг Мастерс                 |
| Джоенн Ваннікола     | «Колеса»                    |
| Макс Пайрсіг         | Пітер Кейн                  |
| Карен Гейл           | Дана Осборн                 |
| Росс Галл            | Малкольм Портер             |
| Рейчел Бленчард      | Кітті Шоу                   |
| Домінік Зампрогна    | Руді Марлоу                 |
| Шон МакКенн          | Вілкокс                     |
| Вікторія Сноу        | Аманда Кірк                 |
| Джейсон Блікер       | сержант Осгуд               |
| Ел Воксмен           | генерал Бред Кеттлі         |
| Дж.Д. Ніколсен       | Лютер Пенроуз               |
| Дін МакДермотт       | майор Майлс Пірс            |
| Ейдан Дівайн         | капрал Фінчер               |
| Метт Кук             | капітан Маккуейд            |
| Джефф Пастіл         | Amn. Кемерон                |
| Чес Лоутер           | полковник Біркет            |
| Кевін Гікс           | лейтенант Мара              |
| Енн Марі ДеЛуЇс      | по зв'язках з громадськістю |
| Емі Д. Джейкобсон    | жінка AP                    |
| Мерлін Лайтстоун     | доктор Френсіс Галлі        |
| Ріно Романо          | пілот                       |
| Девід Фрайзер        | пілот                       |
| Рон Ліа              | Снайдер                     |
| Міклос Перлус        | хлопець                     |
| Меттью Годфрі        | водій вантажівки            |
| Бред Мілн            | охоронець                   |
| Девід Гемблен        | слідчий                     |